# 32. п. н. е.

## Догађаји
- Крај тријумвирата. Октавијан је захтевао да Антоније поднесе оставку и одрекао се својих овлашћења. Конзули и више од 300 сенатора напустили су Италију и придружили се Антонију. Октавијан је приморао Весталке да прочитају Антонијев тестамент и пониште га. Антоније се разишао са Октавијем и почео да се припрема за рат. Октавијан је добио заклетву лојалности од народа Италије и изабран је за конзула, преузимајући врховну војну команду.